# Sophora toromiro
Il toromiro (Sophora toromiro (Phil.) Skottsb., 1921) è una pianta della famiglia delle Fabacee, originaria dell'Isola di Pasqua, in Cile.

## Conservazione
La specie è considerata estinta in natura. L'ultimo albero sopravvissuto in natura è stato registrato da Skottsberg nel 1917 all'interno del cratere Ranu Kau. Attualmente è in corso un programma di riproduzione e reintroduzione in natura a partire da pochi esemplari ospitati da giardini botanici.